# Mestre d'esgrima

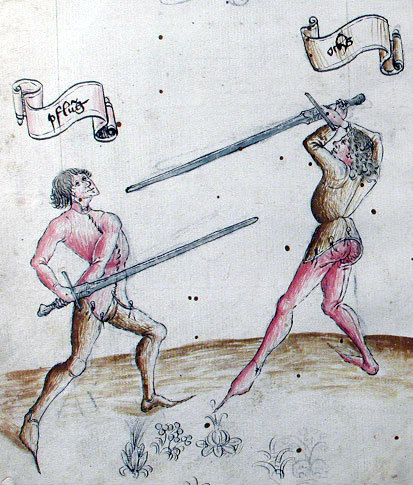
Posicions de guardia amb espases de dues mans, representadas en el Fechtbuch Cod. 44 A 8, de 1452.

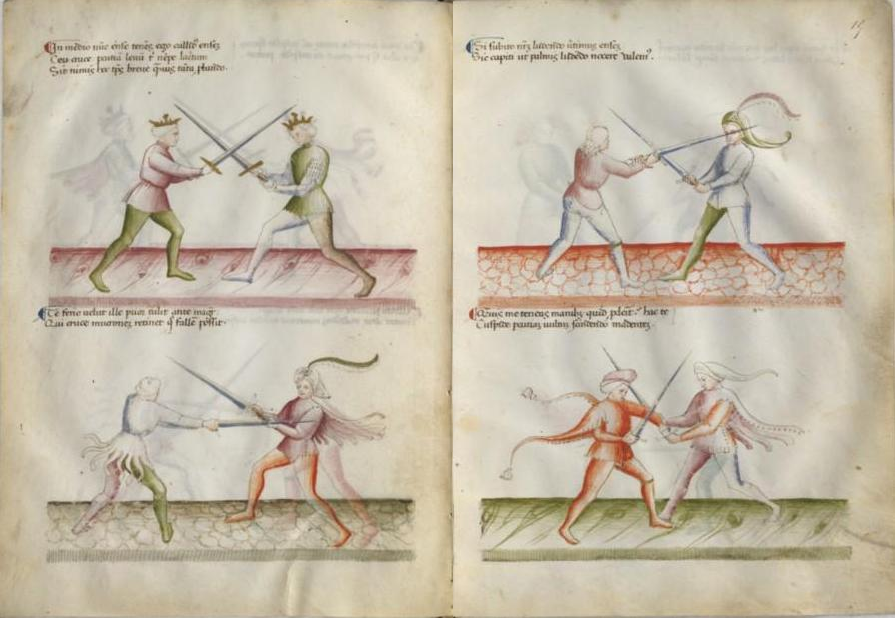
Imatges de lluita amb espases de dues mans.

En l'Edat Mitjana un mestre d'esgrima era un professional que ensenyava l'ús de l'espasa i d'altres armes semblants: daga, punyal, bastó, ...
En èpoques més recents els mestres d'esgrima es classifiquen entre els mestres d'arts marcials o els entrenadors esportius.

## Antecedents
Els entrenadors dels gladiadors romans, els lanistes, foren els antecessors dels mestres d'esgrima medievals.

## Documents
- 1283. Mestre d'esgrima a València.[1]
- 1292. El Livre de Taille de la ville de Paris indica el nom, el domicili i les taxes de set mestres d'esgrima (“escrémisseurs”) de la capital.
  - Livre de la taille de Paris pour l'an 1292. Consultable a Gallica.
- 1331. Mestre d'esgrima Pere d'Antist.[2]
- 1345. Pere de Puigdorfila i Joan de Cremona, conjurats a favor de Jaume III, tenien en els seus domicilis cadascun «una espasa d'esgrima»[3]
- 1363. Pere d'Antist.[4]
  - En el setge de Xèrica, la crònica de Pere el Cerimoniós parla de Pere d'Antist com a mestre d'escriure del rei. Sens dubte es tracta d'una mala transcripció.[5]

| «                                | ...e Pere Dantist porter nostre, qui era mestre nostre descriura (mestre nostre d'esgrima). | » |
| — Crònica de Pere el Cerimoniós. |                                                                                             |   |

- 1398. Presència d'un mestre d'esgrima de Joan I, el jueu anomenat Bells Hom.[3]
- 1418. Francesc Portell de Barcelona, entra d'aprenent a Mallorca,, de Benedetto da Firenze, anomenat "mestre d'esgrima d'espasa de dues mans".[3]
- 1509. Joan Nacre, blanquer, Pere Roig, courer, Antoni Salvador, Texidor de llana, Joan Batlle, pellicer, Joan Serra, ferrer, tots ells mestres d'esgrima..
- 1466. Jacobi Pons. "...discipulus olim venerabilium magistorum Jacobi Pons ville Perpiniani..."[6]
- 1478. "Ordenanzas" dels Reis Catòlics sobre els mestres d'armes.[7]
- 1510. Ordinacions del gremi de mestres d'esgrima de Barcelona, aprovades pel rei Ferran el catòlic.[8][9]
- 1528. Inventari de Miquel Frau: «dues spases de una ma de mostrar de sgrime y dos broquers», «una spasa de tall« & «una ballesta ab ses gaffes»[3]
- 1599. Aprovades algunes modificacions de les ordinacions dels mestres d'esgrima de Barcelona.[10]
- 1611. "Maestro de esgrima" en castellà.[11]
- 1850. “29 Marzo. Real orden, aprobando el establecimiento en Barcelona de una academia de esgrima, escuela de gimnasia y tiro de pistola para instrucción de individuos del ejército”.[12]